# Angonyx bismarcki
Angonyx bismarcki är en fjärilsart som beskrevs av Clark 1929. Angonyx bismarcki ingår i släktet Angonyx och familjen svärmare. Inga underarter finns listade i Catalogue of Life.